# LivEVIL
『livEVIL』（リヴィーヴル）は、日本のヴィジュアル系ロックバンド・ナイトメアの8枚目のシングル。2005年12月7日に日本クラウンから発売された。

## 概要
A-type、B-typeの2形態でリリースされ、前者には「livEVIL」、後者には「メアリー」のPVを収録したDVDが同梱されている。

## 収録曲
（全編曲：ナイトメア）
1. livEVIL [4:00]
作詞：YOMI、作曲：咲人
この曲の題名はlive＋evilを足した造語から作られたものである[3]。
2. メアリー [4:27]
作詞・作曲：RUKA
3. livEVIL（カラオケ）
4. メアリー（カラオケ）

## 楽曲の収録アルバム
| 曲名    | 収録アルバム | 発売日        | 備考                  |
| ------- | ------------ | ------------- | --------------------- |
| livEVIL | 『anima』    | 2005年12月7日 | 3rdオリジナルアルバム |